# Onorificenze imperiali e degli Stati preunitari della Germania
Elenco delle onorificenze e degli ordini di merito e cavallereschi distribuiti dall'Impero tedesco e dagli stati preunitari della Germania.

## Impero tedesco

Stemma dell'impero tedesco

L'impero tedesco, sin dalla sua istituzione come impero a carattere federale, non ebbe mai ordini propri, ma ogni stato conservò la propria sovranità sulle onorificenze già concesse in precedenza, con il diritto di concederle autonomamente ed a propria discrezione. Malgrado ciò, sia Guglielmo I che Guglielmo II fecero coniare delle medaglie e delle decorazioni in qualità di imperatori di Germania che vennero distribuite in quanto sovrano dell'Impero e non solo sovrani di Prussia.
| Nastro       | Onorificenza                                                    |
| ------------ | --------------------------------------------------------------- |
| Onorificenze |                                                                 |
|              | Medaglia commemorativa della guerra del 1870/71                 |
|              | Medaglia al merito di guerra                                    |
|              | Croce di Gerusalemme                                            |
|              | Medaglia commemorativa della campagna in Cina                   |
|              | Medaglia commemorativa della campagna nel Sudafrica occidentale |
|              | Medaglia coloniale                                              |
|              | Medaglia Helvetia Benigna                                       |
|              | Decorazione di servizio per piccioni viaggiatori militari       |

## Stati anticamente appartenenti al Sacro Romano Impero
Segue l'elenco delle decorazioni degli stati appartenenti anticamente al Sacro Romano Impero e divenuti poi parte della Germania unificata.

### Regno di Prussia

Lo stemma del regno di Prussia

Il gran maestro dell'ordine era il re di Prussia poi imperatore di Germania. Pur essendo poi divenuto imperatore, il monarca prussiano continuò sostanzialmente a consegnare le onorificenze come re di Prussia. Nessun ordine di quelli anche fondati nell'ambito imperiale ebbe carattere sovranazionale.
| Nastro                               | Onorificenza                                                                         |
| ------------------------------------ | ------------------------------------------------------------------------------------ |
| Onorificenze                         |                                                                                      |
|                                      | Ordine dell'Aquila Nera                                                              |
|                                      | Ordine al merito della corona prussiana                                              |
|                                      | Ordine dell'Aquila Rossa                                                             |
|                                      | Ordine della corona                                                                  |
|                                      | Ordine reale di Hohenzollern                                                         |
|                                      | Pour le Mérite                                                                       |
|                                      | Ordine di San Giovanni del Baliaggio di Brandeburgo                                  |
|                                      | Ordine di Luisa                                                                      |
|                                      | Ordine di Guglielmo                                                                  |
|                                      | Ordine Teutonico                                                                     |
| Onorificenze obsolete                |                                                                                      |
|                                      | Ordine del Cigno                                                                     |
|                                      | Ordine al merito militare                                                            |
|                                      | Ordre de la Générosité                                                               |
| Medaglie di merito militari e civili |                                                                                      |
|                                      | Medaglia del salvataggio (1782)                                                      |
|                                      | Dienstauszeichnung (1825)                                                            |
|                                      | Medaglia dell'incoronazione (1862)                                                   |
|                                      | Medaglia commemorativa delle guerre napoleoniche (1863)                              |
|                                      | Croce di ferro                                                                       |
|                                      | Croce di Kulm                                                                        |
|                                      | Croce al merito militare (1793)                                                      |
|                                      | Medaglia alla fedeltà (1795)                                                         |
|                                      | Decorazione militare                                                                 |
|                                      | Decorazione d'onore generale (1810)                                                  |
|                                      | Medaglia commemorativa per la guerra del 1813/15                                     |
|                                      | Medaglia commemorativa di Neuchatel (1833)                                           |
|                                      | Medaglia al merito del combattente (1835)                                            |
|                                      | Medaglia commemorativa della guerra del 1848-1849                                    |
|                                      | Medaglia della campagna militare del 1864 (1864)                                     |
|                                      | Croce di Alsen (1864)                                                                |
|                                      | Croce di Düppeler (1864)                                                             |
|                                      | Croce commemorativa del 1866 (1866)                                                  |
|                                      | Medaglia per la patria (1870)                                                        |
|                                      | Croce al merito per donne e ragazze (1871)                                           |
|                                      | Medaglia in ricordo delle nozze d'oro dell'imperatore Guglielmo I di Germania (1879) |
|                                      | Medaglia del centenario (1897)                                                       |
|                                      | Medaglia della Croce Rossa (1898)                                                    |
|                                      | Croce al merito per le donne (1907)                                                  |
|                                      | Croce del Monte degli Ulivi (1909)                                                   |
|                                      | Croce al merito (1912)                                                               |
|                                      | Croce al merito del soccorso di guerra (1916)                                        |
| Distintivi militari                  |                                                                                      |
|                                      | Distintivo di pilota (1913)                                                          |
|                                      | Distintivo da pilota navale di idrovolante (1913)                                    |
|                                      | Distintivo da osservatore (1914)                                                     |
|                                      | Distintivo per sottomarino da guerra (1918)                                          |
|                                      | Distintivo per feriti (1918)                                                         |

### Regno di Baviera

Lo stemma del regno di Baviera

Il gran maestro dell'ordine era il re di Baviera.
| Nastro                               | Onorificenza                                                              |
| ------------------------------------ | ------------------------------------------------------------------------- |
| Onorificenze                         |                                                                           |
|                                      | Ordine di Sant'Uberto                                                     |
|                                      | Reale ordine di San Giorgio per la difesa dell'Immacolata Concezione      |
|                                      | Ordine del leone del Palatinato (anche "ordine del leone di Baviera")     |
|                                      | Ordine militare di Massimiliano Giuseppe                                  |
|                                      | Ordine al merito della corona bavarese (anche "ordine civile di Baviera") |
|                                      | Ordine al merito di San Michele                                           |
|                                      | Ordine al merito militare di Baviera                                      |
|                                      | Ordine di Ludovico                                                        |
|                                      | Ordine di Massimiliano per le scienze e le arti                           |
|                                      | Ordine medico militare                                                    |
|                                      | Ordine di Sant'Elisabetta                                                 |
|                                      | Ordine di Sant'Anna                                                       |
|                                      | Ordine di Teresa                                                          |
| Medaglie di merito militari e civili |                                                                           |
|                                      | Medaglia al merito civile (1792/1805/1806)                                |
|                                      | Medaglia al merito militare (1794)                                        |
|                                      | Decorazione medica militare (1794)                                        |
|                                      | Medaglia commemorativa della guerra del 1813/1815 (1815)                  |
|                                      | Medaglia dei volontari del 1848 (1848)                                    |
|                                      | Medaglia commemorativa della guerra del 1849 (1849)                       |
|                                      | Medaglia commemorativa della guerra del 1866 (1866)                       |
|                                      | Croce al merito per la guerra del 1870-1871 (1871)                        |
|                                      | Medaglia di Luigi per le scienze e le arti (1872)                         |
|                                      | Medaglia di Luigi per l'industria (1872)                                  |
|                                      | Medaglia del salvataggio (1889)                                           |
|                                      | Medaglia di San Giorgio (1889)                                            |
|                                      | Medaglia di Luitpold (1897)                                               |
|                                      | Croce al merito per infermiere volontarie (1901)                          |
|                                      | Medaglia giubilare dell'esercito bavarese (1905)                          |
|                                      | Medaglia del principe reggente Luitpold (1905)                            |
|                                      | Croce al merito per personale medico volontario                           |
|                                      | Croce di re Luigi (1916)                                                  |
| Distintivi militari                  |                                                                           |
|                                      | Distintivo da pilota (1913)                                               |
|                                      | Distintivo da osservatore (1914)                                          |
|                                      | Distintivo da aviatore (1918)                                             |

### Regno di Sassonia

Il gran maestro dell'ordine era il re di Sassonia.
| Nastro                               | Onorificenza                                                |
| ------------------------------------ | ----------------------------------------------------------- |
| Onorificenze                         |                                                             |
|                                      | Ordine della corona fiorata (o Ordine della corona di ruta) |
|                                      | Ordine militare di Sant'Enrico                              |
|                                      | Ordine reale di Alberto di Sassonia                         |
|                                      | Ordine civile di Sassonia                                   |
|                                      | Ordine di Sidonia                                           |
|                                      | Ordine di Maria Anna                                        |
| Onorificenze obsolete                |                                                             |
|                                      | Ordine dei cavalieri della sincerità                        |
| Medaglie di merito militari e civili |                                                             |
|                                      | Medaglia del salvataggio (1831)                             |
|                                      | Croce commemorativa per la campagna del 1866 (1867)         |
|                                      | Croce al merito per la guerra del 1870-1871 (1871)          |
|                                      | Croce commemorativa per la campagna del 1849 (1874)         |
|                                      | Distintivo d'onore per la lealtà al lavoro (1875)           |
|                                      | Dienstauszeichnung (1876)                                   |
|                                      | Medaglia della regina Carola (1892)                         |
|                                      | Medaglia di Federico Augusto (1905)                         |
|                                      | Croce d'onore (1907)                                        |
|                                      | Croce al merito di guerra (1915)                            |
|                                      | Medaglia "Virtuti et Ingenio"                               |
|                                      | Medaglia "Bene Merentibus"                                  |

### Regno del Württemberg

Il gran maestro dell'ordine era il re del Württemberg.
| Nastro                                    | Onorificenza                                                        |
| ----------------------------------------- | ------------------------------------------------------------------- |
| Onorificenze                              |                                                                     |
|                                           | Ordine della corona del Württemberg                                 |
| 1759-1818 e 1914-1917 1818-1914 1917-1918 | Ordine al merito militare del Württemberg                           |
|                                           | Ordine di Federico                                                  |
|                                           | Ordine di Olga                                                      |
| Onorificenze obsolete                     |                                                                     |
|                                           | Ordine della Testa di Morto                                         |
| Medaglie di merito militari e civili      |                                                                     |
|                                           | Medaglia al merito militare (1806)                                  |
|                                           | Medaglia per la vittoria di Brienne (1814)                          |
|                                           | Medaglia per la campagna del 1815 (1815)                            |
|                                           | Medaglia commemorativa delle guerre napoleoniche (1840)             |
|                                           | Medaglia al merito civile (1841)                                    |
|                                           | Medaglia commemorativa della guerra dello Schleswig-Holstein (1849) |
|                                           | Medaglia di Carlo e Olga (1889)                                     |
|                                           | Croce al merito (1900)                                              |
|                                           | Croce di Guglielmo (1915)                                           |
|                                           | Croce di Carlotta (1916)                                            |
|                                           | Medaglia al merito                                                  |
|                                           | Medaglia d'oro per le arti e le scienze                             |
|                                           | Medaglia del salvataggio                                            |
|                                           | Croce al merito militare                                            |
|                                           | Dienstauszeichnung                                                  |

### Granducato di Baden

Il gran maestro dell'ordine era il granduca di Baden.
| Nastro                               | Onorificenza                                                  |
| ------------------------------------ | ------------------------------------------------------------- |
| Onorificenze                         |                                                               |
|                                      | Ordine della fedeltà                                          |
|                                      | Ordine militare di Carlo Federico                             |
|                                      | Ordine di Bertoldo I                                          |
|                                      | Ordine del Leone di Zähringen                                 |
| Medaglie di merito militari e civili |                                                               |
|                                      | Dienstauszeichnung (croce per anzianità di servizio militare) |
|                                      | Medaglia per l'agricoltura, l'industria e il commercio (1846) |
|                                      | Medaglia commemorativa della guerra del 1849 (1849)           |
| 1882-1908 1908-1916 1916-1918        | Medaglia al merito (1866)                                     |
|                                      | Medaglia al salvataggio (1866)                                |
|                                      | Croce commemorativa della guerra del 1870-1871 (1871)         |
|                                      | Medaglia per le arti e le scienze (1893)                      |
|                                      | Medaglia del giubileo del 1902 (1902)                         |
|                                      | Croce dei lavoratori (1902)                                   |
|                                      | Medaglia di Federico e Luisa (1906)                           |
|                                      | Medaglia commemorativa del 1906 (1906)                        |
|                                      | Decorazione al servizio sul campo                             |
|                                      | Croce per volontari del soccorso di guerra                    |
|                                      | Croce al merito di guerra (1916)                              |

### Granducato d'Assia

Il gran maestro dell'ordine era il granduca d'Assia.
| Nastro                               | Onorificenza                                                                   |
| ------------------------------------ | ------------------------------------------------------------------------------ |
| Onorificenze                         |                                                                                |
|                                      | Ordine del Leone d'Oro                                                         |
|                                      | Ordine dell'Elmo di Ferro                                                      |
|                                      | Ordine al merito militare dell'Assia                                           |
|                                      | Ordine di Luigi                                                                |
|                                      | Ordine di Filippo il Magnanimo                                                 |
|                                      | Ordine della Stella di Brabante                                                |
| Medaglie di merito militari e civili |                                                                                |
|                                      | Medaglia di merito sul campo (1840)                                            |
|                                      | Decorazione d'onore generale (1843)                                            |
|                                      | Medaglia al merito per le scienze, le arti, l'industria e l'agricoltura (1853) |
|                                      | Croce al merito militare (1870)                                                |
|                                      | Croce militare medica (1870)                                                   |
|                                      | Medaglia di Alice (1884)                                                       |
|                                      | Medaglia commemorativa per le nozze del granduca Ernesto Luigi (1894)          |
|                                      | Medaglia commemorativa per le seconde nozze del granduca Ernesto Luigi (1905)  |
|                                      | Croce di Ernesto Luigi ed Eleonora (1910)                                      |
|                                      | Medaglia d'onore per la guerra (1915)                                          |
|                                      | Decorazione d'onore al combattente in ferro (1917)                             |
|                                      | Medaglia del salvataggio                                                       |
|                                      | Decorazione d'onore di guerra                                                  |

### Langraviato d'Assia-Darmstadt
Il gran maestro dell'ordine era il langravio d'Assia-Darmstadt.
| Nastro                           | Onorificenza |
| -------------------------------- | --- |
| Onorificenze                     | |
|                                  | Ordine di Filippo il Magnanimo |
| Decorazioni militari e di guerra | |
|                                  | Decorazione di campagna (1840-1866) |
|                                  | Medaglia per il matrimonio del granduca Ernesto Luigi                                                                                          |
|                                  | Medaglia d'onore al coraggio |
|                                  | Croce per lungo servizio militare |
|                                  | Croce medica militare |
| Concessioni private              | |
|                                  | Medaglia commemorativa 200º anniversario della costituzione del reggimento di fanteria austriaco n. 14 "Granduca Ernesto Luigi d'Assia" (1933) |

### Granducato di Meclemburgo-Schwerin

Il gran maestro dell'ordine era il granduca di Meclemburgo-Schwerin.
| Nastro                               | Onorificenza                                                                                    |
| ------------------------------------ | ----------------------------------------------------------------------------------------------- |
| Onorificenze                         |                                                                                                 |
|                                      | Ordine della Corona Wendica                                                                     |
|                                      | Ordine del Grifone                                                                              |
| Medaglie di merito militari e civili |                                                                                                 |
|                                      | Medaglia per i buoni e onesti cittadini (1798)                                                  |
|                                      | Medaglia al merito (1798/1815/1859/1872/1885/1897)                                              |
|                                      | Medaglia al merito militare per la guerra del 1813-1815 (1815)                                  |
|                                      | Medaglia ai caduti della guerra del 1808-1815 (1841)                                            |
|                                      | Croce al merito militare (1848)                                                                 |
|                                      | Medaglia per le arti e le scienze (1859)                                                        |
|                                      | Medaglia per il 50º anniversario della fondazione del granducato di Meclemburgo-Schwerin (1865) |
|                                      | Medaglia ai caduti della guerra del 1848-1849 (1879)                                            |
|                                      | Medaglia di Federico Francesco (1885)                                                           |
|                                      | Medaglia d'onore per la crisi idrica del 1888 (1888)                                            |
|                                      | Medaglia commemorativa della spedizione in Africa (1908)                                        |
|                                      | Croce di Federico Francesco ed Alessandra (1912)                                                |
|                                      | Croce di Federico Francesco (1917)                                                              |

### Granducato di Meclemburgo-Strelitz

Il gran maestro dell'ordine era il granduca di Meclemburgo-Strelitz.
| Nastro                               | Onorificenza                                                                          |
| ------------------------------------ | ------------------------------------------------------------------------------------- |
| Onorificenze                         |                                                                                       |
|                                      | Ordine della Corona Wendica                                                           |
|                                      | Ordine del Grifone                                                                    |
| Medaglie di merito militari e civili |                                                                                       |
|                                      | Medaglia al servizio militare (1846/1869/1913)                                        |
|                                      | Croce di distinzione in guerra (1871)                                                 |
|                                      | Medaglia commemorativa delle nozze d'oro del granduca Federico Guglielmo (1893)       |
|                                      | Medaglia commemorativa delle nozze di diamante del granduca Federico Guglielmo (1903) |
|                                      | Medaglia al merito (1904/1914)                                                        |
|                                      | Medaglia per le arti e le scienze (1909)                                              |
|                                      | Medaglia del salvataggio (1910)                                                       |
|                                      | Medaglia commemorativa del granduca Adolfo Federico V (1914)                          |
|                                      | Croce di Adolfo Federico (1917)                                                       |

### Granducato di Oldenburg

Il gran maestro dell'ordine era il granduca di Oldenburg.
| Nastro                               | Onorificenza                                                            |
| ------------------------------------ | ----------------------------------------------------------------------- |
| Onorificenze                         |                                                                         |
|                                      | Ordine al merito di Pietro Federico Luigi                               |
| Medaglie di merito militari e civili |                                                                         |
|                                      | Medaglia al merito civile (1814)                                        |
|                                      | Medaglia commemorativa dei caduti nella guerra del 1815 (1816)          |
|                                      | Croce per anzianità di servizio militare (1838)                         |
|                                      | Medaglia per il salvataggio (1848)                                      |
|                                      | Medaglia in memoria del granduca Paolo Federico Augusto (1853)          |
|                                      | Medaglia commemorativa della guerra del 1866 (1866)                     |
|                                      | Medaglia commemorativa della guerra del 1870-1871 (1871)                |
|                                      | Croce al merito per i sacrifici in tempo di guerra (1871)               |
|                                      | Medaglia al merito nelle arti (1878)                                    |
|                                      | Medaglia commemorativa per i veterani della guerra del 1848-1849 (1898) |
|                                      | Medaglia per la fedeltà al lavoro (1904)                                |
|                                      | Medaglia al merito per i vigili del fuoco (1904)                        |
|                                      | Medaglia della Croce Rossa (1908)                                       |
|                                      | Croce di Federico Augusto (1914)                                        |
|                                      | Medaglia al merito di guerra (1916-1918)                                |

### Ducato di Sassonia-Weimar

Il gran maestro dell'ordine era il duca di Sassonia-Weimar.
| Nastro                               | Onorificenza                                             |
| ------------------------------------ | -------------------------------------------------------- |
| Onorificenze                         |                                                          |
|                                      | Ordine del Falco Bianco (o della Vigilanza)              |
| Medaglie di merito militari e civili |                                                          |
|                                      | Medaglia ai soldati fedeli (1815)                        |
|                                      | Medaglia Meritis Nobilis (1820)                          |
|                                      | Croce di servizio (1834)                                 |
|                                      | Medaglia al valore civile (?)                            |
|                                      | Medaglia commemorativa della guerra del 1870-1871 (1871) |
|                                      | Medaglia del salvataggio (1881)                          |
|                                      | Medaglia d'onore per le donne (1899)                     |
|                                      | Decorazione d'onore generale (1902)                      |
|                                      | Croce di guerra di Guglielmo Ernesto (1915)              |
|                                      | Medaglia al merito (sino al 1902)                        |
|                                      | Decorazione d'onore generale con spade                   |
|                                      | Croce d'onore al merito della madrepatria                |

### Ducato di Sassonia-Weissenfels
Il gran maestro dell'ordine era il duca di Sassonia-Weissenfels.
| Nastro                | Onorificenza                                               |
| --------------------- | ---------------------------------------------------------- |
| Onorificenze obsolete |                                                            |
|                       | Ordine dei cavalieri della Nobile Passione (o di Querfurt) |

### Ducato di Brunswick

Il gran maestro dell'ordine era il duca di Brunswick.
| Nastro                           | Onorificenza                                                                     |
| -------------------------------- | -------------------------------------------------------------------------------- |
| Onorificenze                     |                                                                                  |
|                                  | Ordine di Enrico il Leone                                                        |
| Decorazioni civili               |                                                                                  |
|                                  | Medaglia del salvataggio                                                         |
|                                  | Medaglia al merito civile                                                        |
|                                  | Medaglia al merito civile del 1815                                               |
|                                  | Croce al merito per dame                                                         |
|                                  | Medaglia commemorativa dell'inizio della reggenza del duca Alberto nel Brunswick |
|                                  | Medaglia del centenario del 92º reggimento di fanteria                           |
| Decorazioni militari e di guerra |                                                                                  |
|                                  | Medaglia della guerra peninsulare del 1810-14                                    |
|                                  | Croce di servizio sul campo                                                      |
|                                  | Medaglia di Waterloo                                                             |
|                                  | Medaglia al merito militare del 1815                                             |
|                                  | Medaglia della campagna nello Schleswig-Holstein del 1849                        |
|                                  | Croce al merito di guerra del 1879                                               |
|                                  | Croce di Ernesto Augusto del 1914                                                |
|                                  | Croce al merito militare del 1918                                                |
|                                  | Croce al merito di guerra                                                        |
|                                  | Medaglia al servizio militare per pompieri                                       |
|                                  | Decorazione per 25 anni di servizio degli ufficiali                              |
|                                  | Croce di lungo servizio                                                          |
|                                  | Decorazione di lungo servizio per le riserve                                     |
|                                  | Decorazione per 25 anni di servizio per pompieri                                 |

### Ducati ernestini di Sassonia (Sassonia-Altenburg, Sassonia-Coburgo-Gotha, Sassonia-Meiningen)

Lo stemma del ducato di Sassonia-Altenburg

Lo stemma del ducato di Sassonia-Coburgo-Gotha

Lo stemma del ducato di Sassonia-Meiningen

Il gran maestro dell'ordine erano rispettivamente i duchi di Sassonia-Altenburg, Sassonia-Coburgo-Gotha e Sassonia-Meiningen. Ai tre ducati era comune un'unica onorificenza, l'Ordine della Casata Ernestina di Sassonia, con differenze sullo stemma sul retro.
| Nastro       | Onorificenza                                                                           |
| ------------ | -------------------------------------------------------------------------------------- |
| Onorificenze |                                                                                        |
|              | Ordine della Casata Ernestina di Sassonia (con medaglie differenti per ciascun ducato) |

#### Ducato di Sassonia-Altenburg
| Nastro                               | Onorificenza                                                                                         |
| ------------------------------------ | --- |
| Medaglie di merito militari e civili | |
|                                      | Medaglia al merito militare del 1814 (1814)                                                          |
|                                      | Medaglia della guerra 1814-1815 (1816)                                                               |
|                                      | Croce di merito al servizio militare (1836)                                                          |
|                                      | Medaglia commemorativa per l'aiuto durante l'incendio del castello ducale (1864)                     |
|                                      | Medaglia commemorativa della guerra del 1870-1871 (1871)                                             |
|                                      | Medaglia commemorativa della guerra del 1849 (1874)                                                  |
|                                      | Medaglia commemorativa del 50º anniversario dell'istituzione del ducato di Sassonia-Altenburg (1876) |
|                                      | Medaglia del salvataggio (1882)                                                                      |
|                                      | Medaglia d'onore per i vigili del fuoco (1900)                                                       |
|                                      | Medaglia per il 50º anniversario di regno del duca Ernesto I di Sassonia-Altenburg (1903)            |
|                                      | Medaglia del duca Ernesto (1906)                                                                     |
|                                      | Medaglia al coraggio (1915)                                                                          |
|                                      | Medaglia per le arti e per le scienze                                                                |

#### Ducato di Sassonia-Coburgo-Gotha
| Nastro                               | Onorificenza                                                                                        |
| ------------------------------------ | --------------------------------------------------------------------------------------------------- |
| Medaglie di merito militari e civili | |
|                                      | Medaglia al merito militare del 1814 (1814)                                                         |
|                                      | Medaglia per i volontari del V corpo d'armata (1814)                                                |
|                                      | Medaglia ai caduti della guerra del 1814 (1814)                                                     |
|                                      | Croce al merito per le arti e per le scienze (1835)                                                 |
|                                      | Croce della battaglia di Eckernförde (1849)                                                         |
|                                      | Medaglia del salvataggio (1883)                                                                     |
|                                      | Medaglia commemorativa per le nozze d'oro del duca Ernesto II di Sassonia-Coburgo-Gotha (1892)      |
|                                      | Medaglia commemorativa dell'ascesa al trono del duca Alfredo di Sassonia-Coburgo-Gotha (1894)       |
|                                      | Medaglia commemorativa per le nozze d'argento del duca Alfredo di Sassonia-Coburgo-Gotha (1899)     |
|                                      | Medaglia commemorativa dell'ascesa al trono del duca Carlo Edoardo di Sassonia-Coburgo-Gotha (1905) |
|                                      | Medaglia commemorativa del matrimonio del duca Carlo Edoardo di Sassonia-Coburgo-Gotha (1905)       |
|                                      | Medaglia ovale d'argento del duca Carlo Edoardo con corona                                          |
|                                      | Croce di guerra del duca Carlo Edoardo (1916)                                                       |
|                                      | Medaglia del duca Carlo Edoardo                                                                     |

#### Ducato di Sassonia-Meiningen
| Nastro                               | Onorificenza                                  |
| ------------------------------------ | --------------------------------------------- |
| Medaglie di merito militari e civili |                                               |
|                                      | Ordine al merito per le arti e per le scienze |
|                                      | Medaglia al merito civile (1913)              |
|                                      | Croce al merito di guerra (1915)              |

#### Ducato di Sassonia-Coburgo-Saalfeld
| Nastro                               | Onorificenza                                   |
| ------------------------------------ | ---------------------------------------------- |
| Onorificenze                         |                                                |
|                                      | Ordine di San Gioacchino                       |
| Medaglie di merito militari e civili |                                                |
|                                      | Medaglia della campagna militare del 1814-1815 |

### Ducato di Anhalt (1863-1918)

Il gran maestro dell'ordine era il duca di Anhalt.
| Nastro                               | Onorificenza                                                                                          |
| ------------------------------------ | --- |
| Onorificenze                         | |
|                                      | Ordine di Alberto l'Orso                                                                              |
| Medaglie di merito militari e civili | |
|                                      | Medaglia al merito per le arti e le scienze                                                           |
|                                      | Medaglia per cinquant'anni di servizio militare (1864)                                                |
|                                      | Medaglia per il 50º anniversario di governo del duca Leopoldo IV (1867)                               |
|                                      | Decorazione d'onore per i vigili del fuoco (1888)                                                     |
|                                      | Decorazione d'onore per lealtà al lavoro (1892)                                                       |
|                                      | Medaglia del giubileo del 1896 (1896)                                                                 |
|                                      | Medaglia commemorativa per il 90º compleanno della duchessa vedova Federica di Anhalt-Bernburg (1901) |
|                                      | Croce d'onore per ostetriche (1906)                                                                   |
|                                      | Croce di Maria (1918)                                                                                 |
|                                      | Croce di Federico                                                                                     |

#### Ducato di Anhalt-Köthen
Il gran maestro dell'ordine era il duca di Anhalt-Köthen.
| Nastro                           | Onorificenza                           |
| -------------------------------- | -------------------------------------- |
| Onorificenze                     |                                        |
|                                  | Ordine di Alberto l'Orso               |
|                                  | Ordine al merito                       |
| Decorazioni militari e di guerra |                                        |
|                                  | Medaglia di guerra 1813                |
|                                  | Medaglia di guerra 1813                |
|                                  | Medaglia di guerra 1814                |
|                                  | Medaglia di guerra 1813-1814           |
|                                  | Medaglia di guerra 1815                |
|                                  | Medaglia di guerra 1813-1815           |
|                                  | Medaglia di guerra 1814-1815           |
|                                  | Medaglia di guerra 1813-1814-1815      |
|                                  | Medaglia al servizio, fedeltà e lealtà |
|                                  | Croce di servizio                      |

#### Ducato di Anhalt-Bernburg
Il gran maestro dell'ordine era il duca di Anhalt-Bernburg.
| Nastro                               | Onorificenza                                         |
| ------------------------------------ | ---------------------------------------------------- |
| Medaglie di merito militari e civili |                                                      |
|                                      | Medaglia ai caduti della guerra del 1814-1815 (1818) |
|                                      | Medaglia per 50 anni di servizio militare (1835)     |
|                                      | Croce d'onore al servizio (1847)                     |
|                                      | Medaglia d'onore al servizio (1847)                  |
|                                      | Medaglia al merito di Alessandro Carlo (1853)        |
|                                      | Medaglia al merito per le arti e le scienze (1856)   |

#### Ducato di Anhalt-Dessau
Il gran maestro dell'ordine era il duca di Anhalt-Dessau.
| Nastro                           | Onorificenza                        |
| -------------------------------- | ----------------------------------- |
| Decorazioni militari e di guerra |                                     |
|                                  | Medaglia di guerra 1813-1815 (1823) |
|                                  | Croce di servizio (1848)            |

### Principati di Hohenzollern-Sigmaringen e Hohenzollern-Hechingen
Il gran maestro dell'ordine erano rispettivamente i principi di Hohenzollern-Sigmaringen e Hohenzollern-Hechingen i quali, anche dopo l'annessione dei loro stati alla Prussia nel 1850, conservarono il diritto di concedere pubbliche onorificenze.
| Nastro                               | Onorificenza                                                                         |
| ------------------------------------ | ------------------------------------------------------------------------------------ |
| Onorificenze                         |                                                                                      |
|                                      | Ordine principesco di Hohenzollern                                                   |
|                                      | Ordine dei Benemerenti                                                               |
| Medaglie di merito militari e civili |                                                                                      |
|                                      | Croce al merito di servizio (1841)                                                   |
|                                      | Medaglia d'onore (1842)                                                              |
|                                      | Medaglia Bene Merenti (1857)                                                         |
|                                      | Croce al merito (1910)                                                               |
|                                      | Medaglia commemorativa del principe Carlo Antonio di Hohenzollern-Sigmaringen (1911) |

### Principato di Lippe (già Lippe-Detmold)

Il gran maestro dell'ordine era il principe di Lippe.
| Nastro                               | Onorificenza                                           |
| ------------------------------------ | ------------------------------------------------------ |
| Onorificenze                         |                                                        |
|                                      | Ordine della Croce d'Onore                             |
|                                      | Ordine di Leopoldo                                     |
|                                      | Ordine della Rosa di Lippe per le Arti e le Scienze    |
|                                      | Ordine di Berta                                        |
| Medaglie di merito militari e civili |                                                        |
|                                      | Croce al merito di servizio (1851)                     |
|                                      | Medaglia commemorativa per la campagna del 1866 (1867) |
|                                      | Medaglia del salvataggio (1888)                        |
|                                      | Medaglia al merito                                     |
|                                      | Croce commemorativa del 1849                           |
|                                      | Croce d'onore di guerra per morte eroica               |
|                                      | Croce al merito di guerra                              |
|                                      | Medaglia al merito militare                            |
|                                      | Medaglia di guerra del 1914-1918                       |

### Principato di Schaumburg-Lippe

Il gran maestro degli ordini era il principe di Schaumburg-Lippe.
| Nastro                               | Onorificenza                                                    |
| ------------------------------------ | --------------------------------------------------------------- |
| Onorificenze                         |                                                                 |
|                                      | Ordine della croce d'onore                                      |
|                                      | Ordine della Rosa di Lippe per le Arti e le Scienze             |
| Medaglie di merito militari e civili |                                                                 |
|                                      | Medaglia militare per le campagne militari del 1808-1815 (1815) |
|                                      | Croce commemorativa per la campagna militare del 1849 (1849)    |
|                                      | Medaglia al merito                                              |
|                                      | Medaglia del salvataggio                                        |
|                                      | Croce al servizio leale                                         |

### Principato di Reuss-Greiz e principato di Reuss-Gera

Stemma del principato di Reuss-Greiz

Stemma del principato di Reuss-Gera

I gran maestri degli ordini erano i principi di Reuss-Greiz e Reuss-Gera.
| Nastro                               | Onorificenza                                                  |
| ------------------------------------ | ------------------------------------------------------------- |
| Onorificenze                         |                                                               |
| Nastrino ordinario Nastrino 1914     | Ordine della croce d'onore                                    |
| Medaglie di merito militari e civili |                                                               |
|                                      | Croce della battaglia di Eckernförde (1849)                   |
|                                      | Medaglia al merito                                            |
|                                      | Croce civile d'onore (1857)                                   |
|                                      | Croce al merito (1857)                                        |
|                                      | Croce d'onore per lealtà e merito (1867)                      |
|                                      | Croce d'onore (1869)                                          |
|                                      | Croce al merito per le arti e per le scienze (1885)           |
|                                      | Medaglia per le arti e per le scienze (1908)                  |
|                                      | Croce al merito di guerra "1914" (1915)                       |
|                                      | Medaglia al merito della patria (1915)                        |
|                                      | Medaglia per attività di sacrificio in tempo di guerra (1915) |
|                                      | Medaglia del salvataggio                                      |

### Principati di Schwarzburg-Rudolstadt e Schwarzburg-Sondershausen

Stemma del principato di Schwarzburg-Rudolstadt

Stemma del principato di Schwarzburg-Sondershausen

I gran maestri degli ordini erano i principi di Schwarzburg-Rudolstadt e Schwarzburg-Sondershausen.
| Nastro                               | Onorificenza                                                                                 |
| ------------------------------------ | -------------------------------------------------------------------------------------------- |
| Onorificenze                         |                                                                                              |
|                                      | Ordine della croce d'onore                                                                   |
| Medaglie di merito militari e civili |                                                                                              |
|                                      | Medaglia commemorativa della campagna militare del 1814-1815 (1816)                          |
|                                      | Medaglia d'onore (1857)                                                                      |
|                                      | Medaglia d'onore al merito per la guerra del 1870 (1870)                                     |
|                                      | Medaglia al merito per le arti, le scienze, il commercio, l'industria e l'agricoltura (1899) |
|                                      | Croce al merito di guerra "1914" (1914)                                                      |

### Principato di Waldeck e Pyrmont

Il gran maestro dell'ordine era il principe di Waldeck e Pyrmont.
| Nastro                               | Onorificenza                                        |
| ------------------------------------ | --------------------------------------------------- |
| Onorificenze                         |                                                     |
|                                      | Ordine della vera felicità                          |
|                                      | Ordine al merito civile                             |
| Medaglie di merito militari e civili |                                                     |
|                                      | Medaglia per le arti e per le scienze               |
|                                      | Croce al merito militare                            |
|                                      | Medaglia della campagna militare 1809-1810          |
|                                      | Medaglia della campagna militare 1813-1815          |
|                                      | Medaglia d'onore al servizio per soldati e gendarmi |
|                                      | Medaglia al merito di guerra                        |
|                                      | Decorazione della brigata del fuoco                 |
|                                      | Medaglia di Federico e Batilde (1915)               |
|                                      | Medaglia della campagna militare 1814-1815          |
|                                      | Medaglia al servizio 1871-1896                      |
|                                      | Croce al merito del servizio 1896-1918              |

### Libere città della Lega Anseatica, di Brema, Amburgo e Lubecca

Stemma della città di Amburgo

Stemma della città di Lubecca

Stemma della città di Brema

I gran maestri degli ordini erano i burgravi della Lega Anseatica, di Brema, di Amburgo e di Lubecca.
| Nastro       | Onorificenza                          |
| ------------ | ------------------------------------- |
| Onorificenze |                                       |
|              | Croce Anseatica (versione di Brema)   |
|              | Croce Anseatica (versione di Amburgo) |
|              | Croce Anseatica (versione di Lubecca) |

#### Brema
| Nastro                               | Onorificenza                                      |
| ------------------------------------ | ------------------------------------------------- |
| Medaglie di merito militari e civili |                                                   |
|                                      | Medaglia ai caduti della Legione Anseatica (1815) |
|                                      | Medaglia al servizio (1860)                       |

#### Amburgo
| Nastro                               | Onorificenza                                                                  |
| ------------------------------------ | ----------------------------------------------------------------------------- |
| Medaglie di merito militari e civili |                                                                               |
|                                      | Medaglia ai caduti della Legione Anseatica (1815)                             |
|                                      | Medaglia del salvataggio                                                      |
|                                      | Medaglia in onore ai volontari durante l'incendio della città del 1842 (1843) |
|                                      | Medaglia d'onore (1851)                                                       |

#### Lubecca
| Nastro                               | Onorificenza                                      |
| ------------------------------------ | ------------------------------------------------- |
| Medaglie di merito militari e civili |                                                   |
|                                      | Medaglia ai caduti della Legione Anseatica (1815) |
|                                      | Medaglia Bene Merenti                             |
|                                      | Medaglia del salvataggio                          |

## Stati formalmente appartenenti al Sacro Romano Impero retti da sovrani estranei all'Impero
Segue l'elenco delle decorazioni degli stati appartenenti già anticamente solo formalmente al Sacro Romano Impero e divenuti invece parte integrante della Germania unificata, ma retti da sovrani estranei all'Impero.

### Regno di Hannover

Il gran maestro dell'ordine era il re di Hannover.
| Nastro                               | Onorificenza                                                         |
| ------------------------------------ | -------------------------------------------------------------------- |
| Onorificenze                         |                                                                      |
|                                      | Ordine di San Giorgio                                                |
|                                      | Ordine Reale Guelfo                                                  |
|                                      | Ordine di Ernesto Augusto                                            |
| Medaglie di merito militari e civili |                                                                      |
|                                      | Medaglia di Waterloo (1817)                                          |
|                                      | Medaglia al merito (1831)                                            |
|                                      | Croce di Guglielmo (1837)                                            |
|                                      | Medaglia di Guglielmo (1837)                                         |
|                                      | Medaglia del 50° genetliaco di re Ernesto Augusto di Hannover (1840) |
|                                      | Medaglia commemorativa della guerra del 1813 (1841)                  |
|                                      | Medaglia commemorativa della guerra del 1814 (1841)                  |
|                                      | Decorazione d'onore generale (1841)                                  |
|                                      | Medaglia d'onore d'oro per le arti e le scienze (1843)               |
|                                      | Croce di Ernesto Agusto (1845)                                       |
|                                      | Medaglia del salvataggio (1845)                                      |
|                                      | Medaglia di Langensalza (1866)                                       |
|                                      | Decorazione d'onore generale al merito civile                        |

### Principato elettorale d'Assia-Kassel
Il gran maestro dell'ordine era il principe elettore d'Assia-Kassel.
| Nastro                               | Onorificenza                                         |
| ------------------------------------ | ---------------------------------------------------- |
| Onorificenze                         |                                                      |
|                                      | Ordine del Leone d'Oro                               |
|                                      | Ordine di Guglielmo                                  |
|                                      | Ordine dell'Elmo di Ferro                            |
| Medaglie di merito militari e civili |                                                      |
|                                      | Medaglia ai caduti della guerra del 1814-1815 (1821) |
|                                      | Medaglia al merito militare (1821)                   |
|                                      | Medaglia al merito civile (1821)                     |
|                                      | Croce al merito civile (1832)                        |

### Principato arcivescovile di Magonza

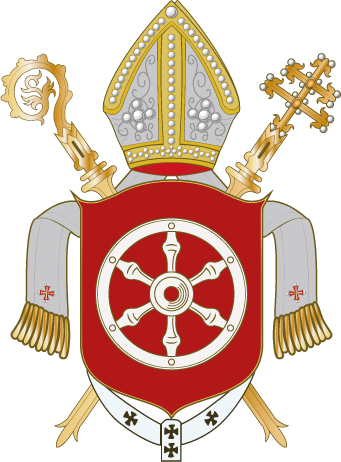
Stemma del principato arcivescovile di Magonza

Il gran maestro dell'ordine era l'arcivescovo di Magonza, principe elettore del Sacro Romano Impero.
| Nastro             | Onorificenza         |
| ------------------ | -------------------- |
| Decorazioni civili |                      |
|                    | Medaglia al coraggio |
|                    | Medaglia al merito   |

### Principato arcivescovile di Colonia

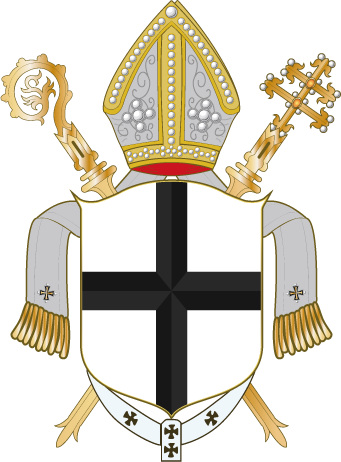

Il gran maestro dell'ordine era l'arcivescovo di Colonia, principe elettore del Sacro Romano Impero.
| Nastro             | Onorificenza         |
| ------------------ | -------------------- |
| Decorazioni civili |                      |
|                    | Medaglia al coraggio |

### Principato arcivescovile di Bamberga

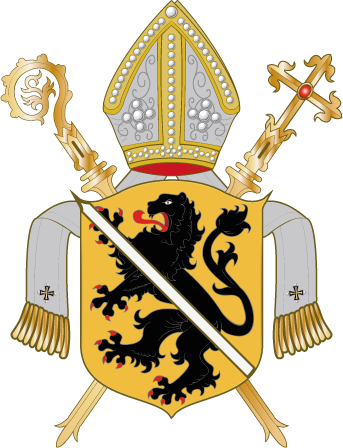

Il gran maestro dell'ordine era l'arcivescovo di Bamberga, principe elettore del Sacro Romano Impero.
| Nastro               | Onorificenza                |
| -------------------- | --------------------------- |
| Onorificenze         |                             |
|                      | Ordine Pour le Mérite       |
| Decorazioni militari |                             |
|                      | Medaglia al merito militare |

### Principato di Bayreuth

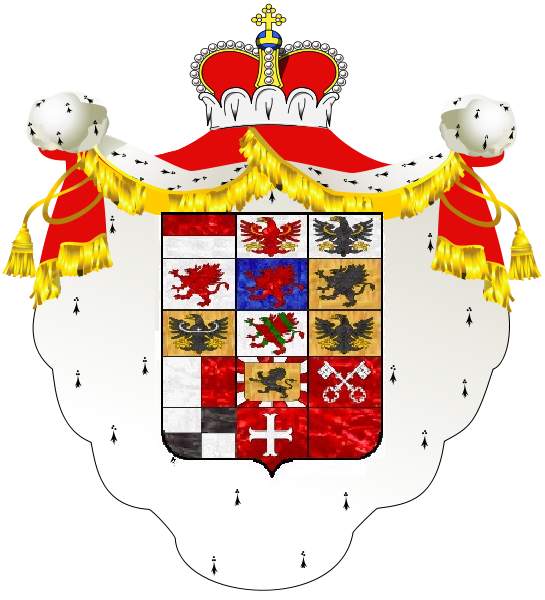

Il gran maestro dell'ordine era il principe di Bayreuth.
| Nastro       | Onorificenza          |
| ------------ | --------------------- |
| Onorificenze |                       |
|              | Ordre de la concorde  |
|              | Ordre de la sincérité |

### Principato di Hohenlohe
Il gran maestro dell'ordine era il principe di Hohenlohe.
| Nastro       | Onorificenza        |
| ------------ | ------------------- |
| Onorificenze |                     |
|              | Ordine della fenice |

### Principato di Isenburg-Birstein
Il gran maestro dell'ordine era il principe di Isenburg-Birstein.
| Nastro                           | Onorificenza                   |
| -------------------------------- | ------------------------------ |
| Onorificenze                     |                                |
|                                  | Ordre Pour mes Amis            |
| Decorazioni militari e di guerra |                                |
|                                  | Medaglia di guerra del 1814-15 |

### Principato di Thurn und Taxis

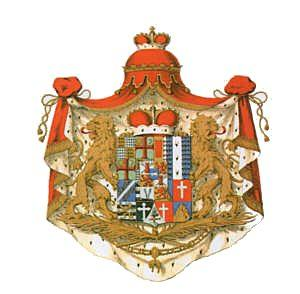

Il gran maestro dell'ordine era il principe di Thurn und Taxis.
| Nastro       | Onorificenza             |
| ------------ | ------------------------ |
| Onorificenze |                          |
|              | Ordre de Parfaite Amitié |

### Langraviato di Assia-Homburg

Il gran maestro dell'ordine era il langravio di Assia-Homburg.
| Nastro                           | Onorificenza                                               |
| -------------------------------- | ---------------------------------------------------------- |
| Decorazioni militari e di guerra |                                                            |
|                                  | Croce con spade 1814-1815 (1819)                           |
|                                  | Croce d'onore di servizio (1850)                           |
|                                  | Medaglia al servizio attivo nella campagna del 1849 (1850) |

### Francoforte sul Meno

Il gran maestro dell'ordine era il sindaco o burgravio di Francoforte sul Meno.
| Nastro                           | Onorificenza                   |
| -------------------------------- | ------------------------------ |
| Onorificenze                     |                                |
|                                  | Ordine della Concordia         |
| Decorazioni civili               |                                |
|                                  | Medaglia d'onore               |
| Decorazioni militari e di guerra |                                |
|                                  | Medaglia di guerra del 1814-15 |
|                                  | Croce d'onore 1814             |
|                                  | Medaglia di guerra 1815        |
|                                  | Medaglia di guerra 1848-1849   |
|                                  | Medaglia di servizio           |

### Schleswig-Holstein
Il gran maestro dell'ordine era il duca di Schleswig-Holstein, della casata reale danese.
| Nastro                           | Onorificenza                                                    |
| -------------------------------- | --------------------------------------------------------------- |
| Onorificenze                     |                                                                 |
|                                  | Ordine di Sant'Anna                                             |
| Decorazioni militari e di guerra |                                                                 |
|                                  | Croce in ricordo dell'armata (1850)                             |
|                                  | Medaglia per i musicisti di guerra 1848-1849 (1850)             |
|                                  | Medaglia in ricordo della proclamazione di Federico VIII (1864) |

### Granducato di Würzburg (1806-1814)

Il gran maestro dell'ordine era il granduca di Würzburg, poi granduca di Toscana.
| Nastro             | Onorificenza           |
| ------------------ | ---------------------- |
| Onorificenze       |                        |
|                    | Ordine di San Giuseppe |
| Decorazioni civili |                        |
|                    | Medaglia al coraggio   |

### Ducato di Curlandia e Semigallia

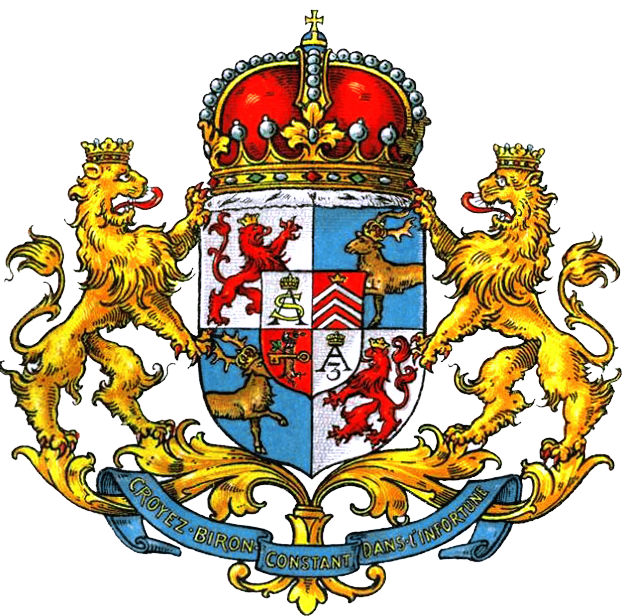

Il gran maestro dell'ordine era il duca di Curlandia e Semigallia.
| Nastro       | Onorificenza               |
| ------------ | -------------------------- |
| Onorificenze |                            |
|              | Ordre de la Reconnaissance |

### Ducato di Nassau

Il gran maestro dell'ordine era il duca di Nassau.
| Nastro                               | Onorificenza                                      |
| ------------------------------------ | ------------------------------------------------- |
| Onorificenze                         |                                                   |
|                                      | Ordine del Leone d'Oro di Nassau                  |
|                                      | Ordine militare e civile di Adolfo di Nassau      |
| Medaglie di merito militari e civili |                                                   |
|                                      | Medaglia al coraggio (1807)                       |
|                                      | Medaglia di Waterloo (1815)                       |
|                                      | Medaglia al servizio militare (1834)              |
|                                      | Medaglia al merito civile (1841)                  |
|                                      | Medaglia del salvataggio (1843)                   |
|                                      | Medaglia della battaglia di Eckernförde (1849)    |
|                                      | Medaglia per la campagna militare del 1866 (1866) |
|                                      | Medaglia per le arti e le scienze                 |